# Patriocetus
A Patriocetus az emlősök (Mammalia) osztályának párosujjú patások (Artiodactyla) rendjébe, ezen belül a fosszilis Patriocetidae családjába tartozó nem.
Családjának eddig az egyetlen felfedezett neme.

## Tudnivalók
A Patriocetus nevű emlősnem a bazális, azaz a kezdetleges fogascetek egyik képviselője, amely a késő oligocén és a kora miocén korszakok között élt.

## Rendszerezés
A nembe az alábbi 3 faj tartozik:
- Patriocetus denggi
- Patriocetus ehrlichii
- Patriocetus kazakhstanicus

## Fordítás
- Ez a szócikk részben vagy egészben  a   Patriocetus című angol Wikipédia-szócikk ezen változatának fordításán alapul.  Az eredeti cikk szerkesztőit annak laptörténete sorolja fel. Ez a jelzés csupán a megfogalmazás eredetét és a szerzői jogokat jelzi, nem szolgál a cikkben szereplő információk forrásmegjelöléseként.